# Phù Đình Quý
Phù Đình Quý (sinh tháng 8 năm 1944) là Thượng tướng Quân Giải phóng Nhân dân Trung Quốc (PLA). Ông giữ chức Chính ủy Quân khu Bắc Kinh từ năm 2003 đến năm 2009.

## Tiểu sử
Phù Đình Quý sinh tháng 8 năm 1944 tại huyện Bàn Sơn, tỉnh Liêu Ninh. Tháng 12 năm 1963, ông tham gia Quân Giải phóng Nhân dân Trung Quốc. Tháng 4 năm 1966, ông gia nhập Đảng Cộng sản Trung Quốc.
Tháng 9 năm 1985 đến tháng 7 năm 1988, ông học khoa cơ bản tại Đại học Quốc phòng PLA.
Tháng 7 năm 1988, ông được bổ nhiệm giữ chức Phó Chủ nhiệm Chính trị Tập đoàn quân 64 Lục quân, Quân khu Thẩm Dương. Tháng 8 năm 1991, ông được thăng chức lên vị trí Ủy viên Thường vụ Đảng ủy Quân khu tỉnh, Chủ nhiệm Chính trị Quân khu tỉnh Cát Lâm. Tháng 8 năm 1992 đến tháng 12 năm 1994, ông học hàm thụ chuyên ngành quản lý kinh tế tại Trường Đảng Trung ương Đảng Cộng sản Trung Quốc.
Tháng 8 năm 1994, ông được bổ nhiệm làm Ủy viên Thường vụ Đảng ủy Tập đoàn quân, Chủ nhiệm Chính trị Tập đoàn quân 64 Lục quân. Tháng 11 năm 1994, ông được bổ nhiệm giữ chức Bí thư Đảng ủy Tập đoàn quân, Chính ủy Tập đoàn quân 64 Lục quân. Tháng 4 năm 1996, ông được bổ nhiệm làm Bí thư Đảng ủy Tập đoàn quân, Chính ủy Tập đoàn quân 39 Lục quân, Quân khu Thẩm Dương.
Tháng 3 đến tháng 7 năm 2001, ông học lớp đào tạo cán bộ từ chính quân chức trở lên tại Đại học Quốc phòng PLA.
Tháng 7 năm 2001, ông được bổ nhiệm làm Ủy viên Thường vụ Đảng ủy Quân khu, Chủ nhiệm Chính trị Quân khu Bắc Kinh. Tháng 12 năm 2003 đến tháng 12 năm 2009, ông giữ chức Bí thư Đảng ủy Quân khu, Chính ủy Quân khu Bắc Kinh.
Ông là Ủy viên Ban Chấp hành Trung ương Đảng Cộng sản Trung Quốc khóa XVI, XVII. Ông cũng là đại biểu Quốc hội khóa XI (2008-2013).

## Lịch sử thụ phong quân hàm
| Quân hàm |             |             | Thượng tướng |  |  |  |  |  |  |  |  |
| Cấp bậc  | Thiếu tướng | Trung tướng | Thượng tướng |  |  |  |  |  |  |  |  |
|          |             |             |              |  |  |  |  |  |  |  |  |